# 巴顺达拉国王竞技场

巴顺达拉国王竞技场是一巴顺达拉体育中心的一个足球场，是巴顺陀罗国王和謝赫羅素足球會的主場。巴顺达拉体育園區位於孟加拉達卡，被認為是孟加拉最大的體育園區之一。它由Volumezero Limited的建築師穆罕默德·福耶兹·乌拉設計。體育場於2022年2月17日對外開放。可以容納14,000人。

## 外部連結
23°49′26.0490″N 90°28′11.8387″E / 23.823902500°N 90.469955194°E